# Hiram Bingham II.

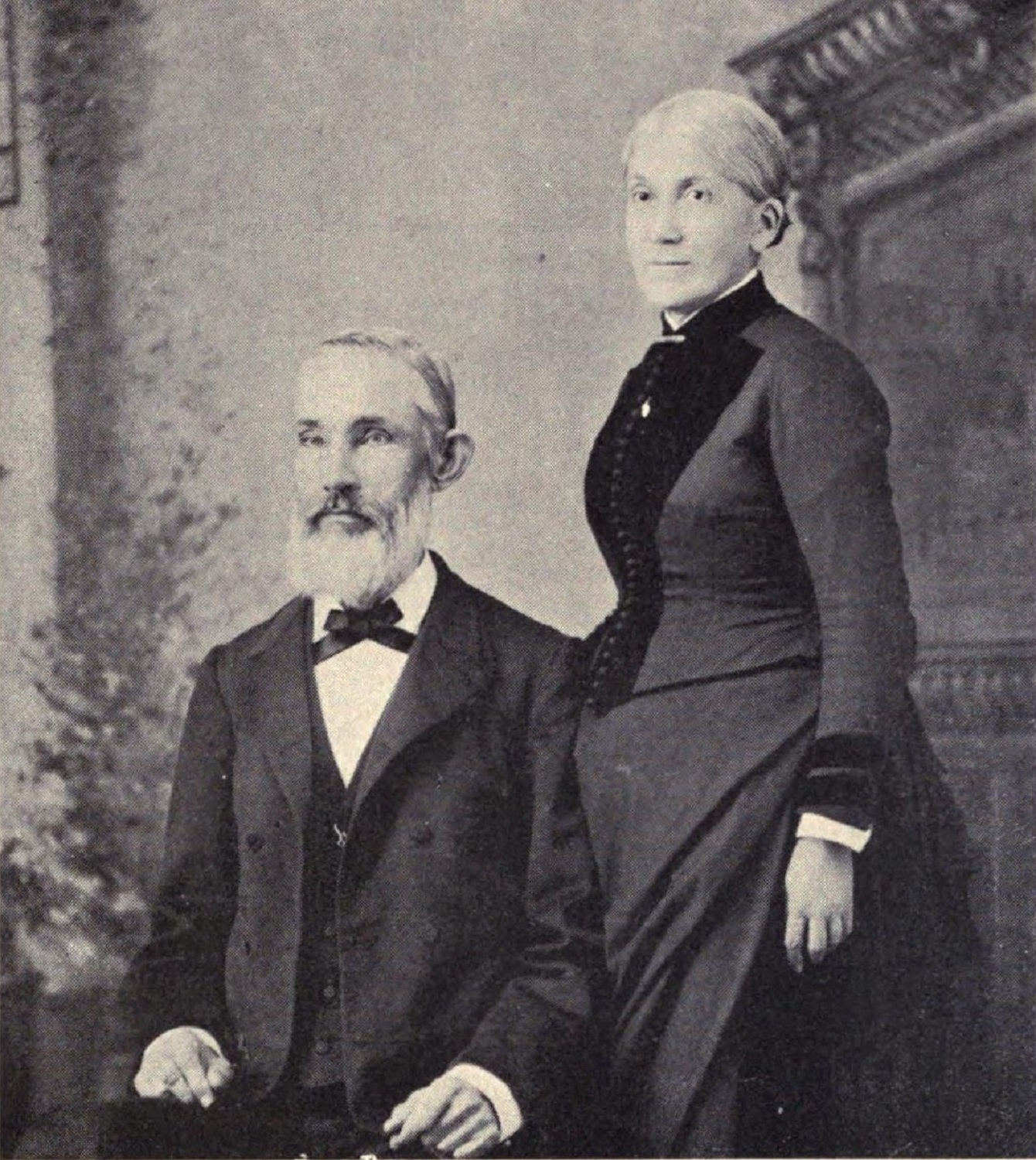
Hiram Bingham & Clara Brewster Bingham, 1887.

Unterschrift von Hiram Bingham II.

Hiram Bingham II. (* 16. August 1831, Honolulu, Hawaii; † 25. Oktober 1908, Baltimore, Maryland) war ein evangelischer Missionar in Hawaii und in den Gilbertinseln.

## Leben
Bingham wurde in Honolulu geboren. Er war das sechste Kind von Hiram Bingham I. (1789–1869) und Sybil Moseley Bingham (1792–1848). Die Eltern waren 1819 von Boston, Massachusetts nach Honolulu gegangen. Im Alter von zehn Jahren wurde Bingham 1840 zusammen mit seinen Schwestern Elizabeth Kaahumanu (1829–1899) und Lydia Bingham (1834–1915) in die Vereinigten Staaten zurückgeschickt, um dort die Schule zu besuchen. Hiram wurde am Williston Seminary in Easthampton, Massachusetts eingeschrieben und erwarb 1853 einen Abschluss an der Yale University.
Bingham wurde am 9. November 1856 in New Haven, Connecticut, als kongregationalistischer Geistlicher ordiniert. Neun Tage später, am 18. November, heiratete Bingham Clara Brewster' in Northampton, Massachusetts. Die frisch Vermählten begaben sich nach Honolulu, wo sie am 24. April 1857 ankamen. Sie dienten in der Gemeindearbeit der eingeborenen Hawaiianer (Hawaiʻi maoli). Im Laufe der Zeit reiste das Paar in verschiedene Inselwelten im Pazifik, um dort das Christentum zu verbreiten.
Nach einer kurzen Rückkehr in die Vereinigten Staaten 1865 reisten sie über Honolulu (13. März 1867) nach den Marquesas-Inseln. Sie durchquerten Mikronesien und kehrten 1868 nach Honolulu zurück, wo sie sich niederließen. Bingham war der erste, der die Bibel ins Gilbertesische übersetzte, und er verfasste mehrere Hymnare, Wörterbücher und Bibelkommentare in dieser Sprache.
Von 1877 bis 1880 dient Bingham als Sekretär des Hawaiian Board und 1895 verlieh ihm Yale den Doctor of Divinity. Er starb am 25. Oktober 1908 in Baltimore, Maryland.
Binghams Sohn, Hiram Bingham III., war ein Entdecker, der später Senator und kurzzeitig Gouverneur von Connecticut wurde. Sein Enkel, Hiram Bingham IV., war US-VizeKonsul in Marseille, Frankreich während des Zweiten Weltkrieges, der Juden vor dem Holocaust bewahrte. Ein anderer Enkel, Jonathan Brewster Bingham, war lange Jahre als Congressman für die Bronx für die Reform Democratic-Bewegung von Mitte der 1960er bis in die 1980er.